# Donje Biosko
Donje Biosko – wieś w Bośni i Hercegowinie, w Federacji Bośni i Hercegowiny, w kantonie sarajewskim, w gminie Stari Grad. W 2013 roku liczyła 248 mieszkańców, z czego większość stanowili Boszniacy.